# دانيال كيز
دانيال كيز (بالإنجليزية: Daniel Keyes)‏ (9 أغسطس 1927 - 15 يونيو 2014) كان كاتب أمريكي، وهو مؤلف رواية أزهار لألغيرنون. أعطي لكيز لقب المؤلف الفخري من قبل كتاب أمريكا للخيال العلمي والفانتازيا في عام 2000.

## أزهار لألغيرنون
قصة قصيرة وتم كتابة رواية بعد ذلك، وهي عن شخص معاق ذهنياً يروي القصة عن طريقة سلسلة من التقارير المرحلية تم كتابتها من طرف شارلي غوردن، الذي يعتبر أول انسان تم اختبار علمية جراحية عليه لإنماء قدراته العقلية. ونُشرت للمرة الأولى في أبريل سنة 1959 على مجلة الفانتازيا والخيال العلمي. تم نشر الرواية سنة 1966. وتم انتاجه كمسلسلات تلفزيونية، مسرحيات، الإذاعة، وأفلام، خاصة الفيلم الحائز على جائزة الأوسكار شارلي.

## المهنة اللاحقة
قام كيز بتدريس الكتابة الإبداعية في جامعة وين ستيت، وفي عام 1966 أصبح أستاذا للغة الإنجليزية والإبداع الكتابي في جامعة أوهايو في أثينز بأوهايو حيث تم تكريمه كأستاذ فخري في عام 2000.

## الوفاة
توفي كيز في منزله في بوكا راتون في 15 يونيو / حزيران 2014، بسبب مضاعفات الالتهاب الرئوي. ولديه إبنتين، ليزلي وهيلاري، وشقيقته غيل ماركوس. توفيت زوجته أوريا جورجينا فازكيز في عام 2013.

## جوائز

### فوز
- 1960: جائزة هوغو في القصة القصيرة «أزهار لألغرنون»[9]
- 1966: جائزة نيبولا في رواية أزهار لألغرنون[1]
- 1986: جائزة كرد لاسويتز في عقول بيلي ميليغان[10]
- 1993: جائزة سيون في عقول بيلي ميليغان[11]
- 2000: المؤلف الفخري جائزة من قبل كتاب أمريكا للخيال العلمي والفانتازيا

### ترشح
- 1967: جائزة هوغو في رواية أزهار لألغرنون[12]
- 1982: جائزة إدغار لأفضل رواية تصنيف جريمة عقول بيلي ميليغان[13]
- 1987: جائزة إدغار للرابطة الأمريكية لكتاب الغموض لرواية كشف كلوديا[13]

## أعماله
- أزهار لألغرنون (قصة قصيرة) (1959)[3]
- أزهار لألغرنون (1966)[2]
- الإتصال (1968؛ الرجل الملوث 1977)[14]
- سالي الخامسة (1980)[14]
- عقول بيلي ميليغان (1981)
- كشف كلوديا (1986)
- قصص تجميعية لدانيال كيز (اليابان، 1993)
- حروب الميليغان: قصة حقيقة التكملة (اليابان، 1994)
- حتى الموت (1998)
- ألغيرنون، شارلي، وانا: قصة كاتب (2000)
- نبوءات الملجأ (2009)

## روابط خارجية
- الموقع الرسمي
- خطاب كيز على يوتيوب
- دانيال كيز على موقع IMDb (الإنجليزية)
- دانيال كيز على موقع ألو سيني (الفرنسية)
- دانيال كيز على موقع ميوزك برينز (الإنجليزية)
- دانيال كيز على موقع أول موفي (الإنجليزية)
- دانيال كيز على موقع قاعدة بيانات برودواي على الإنترنت (الإنجليزية)
- دانيال كيز على موقع قاعدة بيانات الأفلام السويدية (السويدية)
- دانيال كيز على موقع إن إن دي بي (الإنجليزية)
- دانيال كيز على موقع قاعدة بيانات الفيلم (الإنجليزية)
- دانيال كيز على موقع كينوبويسك (الروسية)